# Диагностика посттравматического стрессового расстройства
Посттравматическое стрессовое расстройство (ПТСР) возникает при событиях, оказывающих сверхмощное негативное воздействие на психику индивида. Иногда ПТСР имеет место в тех случаях, когда ситуация сама по себе не является экстраординарной, но по различным субъективным причинам она может оказаться серьёзной психотравмой для конкретного человека. Травматичность события тесно связана с ощущением собственной беспомощности: индивид не имеет возможности эффективно реагировать на то, что происходит. Диагноз ПТСР устанавливается в соответствии с критериями руководства DSM-5. Дифференциальная диагностика проводится со следующими расстройствами: депрессия, фобия, расстройство приспособительных реакций, расстройство личности, диссоциативное расстройство, психоз, тревожное расстройство, паническое расстройство, социальная фобия, обсессивно-компульсивное расстройство. Специальные опросники и тесты могут быть полезны для уточнения диагноза и оценки интенсивности симптомов ПТСР, а также для выявления возможного симулирования.

## Диагностические критерии
Диагноз постртавматического стрессового расстройства устанавливается в соответствии с указаниями диагностического и статистического руководства по психическим расстройствам DSM-5, которое предлагает список определённых критериев для установления данного диагноза. Указанные диагностические критерии относятся к взрослым, подросткам и детям в возрасте старше 6 лет. Для детей 6 лет и младше указываются дополнительные критерии.
- Критерий А. Индивид пережил угрожающую жизни ситуацию, или ситуацию серьёзной физической 
 травмы, или ситуацию опасности возникновения серьёзной травмы, или ситуацию  сексуального насилия в одном или нескольких из перечисленных вариантов:

1. Индивид оказался жертвой подобного события.
2. Индивид был непосредственным свидетелем подобного события, где жертвой оказался кто-то другой.
3. Индивид получил информацию о том, что травмирующее событие произошло с членами его семьи или близкими друзьями; при этом такое событие должно быть либо насильственными, либо являться несчастным случаем.
4. В связи со своими профессиональными обязанностями индивид пережил повторяющиеся травматические или вызывающие отвращение события, такие как, например, участие в спасательной команде, собирающей человеческие останки, или работа с детьми, которые оказались жертвами жестокого обращения или сексуального насилия. Примечание: этот критерий не применим к просматриванию электронных источников информации, телевидения, фильмов и фотографий, если только это просматривание не связано с профессиональными обязанностями индивидуума.

- Критерий В. Наблюдается присутствие одного или более из следующих симптомов интрузии (навязчивого повторного переживания события), которые появились после переживания травмирующего события:

1. Периодически повторяющиеся непроизвольные навязчивые и мучительные воспоминания о травматическом событии (событиях). Примечание. У детей младше 6 лет они могут выражаться в повторяющихся играх (отыгрывание), где ребёнок воспроизводит некоторые аспекты травмирующей ситуации.

1. Диссоциативные реакции (например флешбэки, иллюзии и галлюцинации), в которых индивид ощущает и действует так, как будто травмирующее событие вновь происходит в данный момент. К данному критерию относятся также диссоциативные симптомы, возникающие в момент пробуждения или под воздействием психоактивных веществ. При этом у индивида может произойти полная потеря контакта с реальностью. Примечание: у детей такие реакции могут проявляться в поведении, которое имело место в момент травмы.
2. Интенсивные мучительные переживания, вызванные внешней или внутренней ситуацией, напоминающей о травматических событиях (такие как определённые даты, погодные условия или место, напоминающее то, где произошла травма).
3. Физиологическая реактивность в ситуациях, которые внешне или внутренне напоминают какие-либо аспекты травматического события.

- Критерий С. Постоянное избегание того, что может ассоциироваться с травматическим событием, причём это избегание появляется после переживания травматической ситуации и подтверждается как минимум одним из двух следующих симптомов:

1. Усилия, производимые для того, что избежать появления воспоминаний, мыслей и чувств, связанных с травматическим событием.
2. Стремление избежать того, что может напомнить о травмирующем событии (избегание разговоров, действий, объектов, ситуаций, контакта с определёнными людьми, посещения мест), если они вызывают тревожные воспоминания, мысли или чувства о травматическим событии.

- Критерий D. Нарушения когнитивных процессов и эмоционального состояния, которые не наблюдались или не были столь интенсивными до переживания травматического события. Для подтверждения диагноза индивид должен проявлять два или более из нижеперечисленных симптомов:

1. Невозможность вспомнить важные аспекты травматического события, причём данный симптом не связан с такими факторами, как черепно-мозговая травма или употребление психоактивных веществ.
2. Устойчивые негативные убеждения и ожидания в отношении себя, других или окружающего мира (например убеждение «я плохой» или «я не смогу сделать карьеру, я не смогу создать семью» и т. д.).
3. Постоянное осуждение себя или других людей, если индивид считает себя или других ответственными за случившееся травматическое событие или его последствия.
4. Постоянные негативные эмоции, связанные с травмирующим событием (например страх, гнев, вина, стыд).
5. Постоянный заметно сниженный интерес к прежде значимым для индивида мероприятиям и видам деятельности, нежелание участвовать в них.
6. Чувство отчуждения, безучастности, отсутствие эмоциональной вовлечённости в отношении других людей, ощущение себя «чужим» среди окружающих людей.
7. Устойчивое снижение способности испытывать положительные эмоции или чувство любви.

- Критерий E. Заметные изменения в возбуждении и реактивности нервной системы, которые появились или стали более интенсивными после переживания травмирующего события (событий).

Для подтверждения диагноза индивид должен проявлять два или более из нижеперечисленных симптомов:
1. Раздражительность, вспышки гнева или агрессивное поведение по отношению к людям или объектам.
2. Опасное для самого индивида или аутоагрессия (саморазрушительное поведение).
3. Постоянное состояние повышенной насторожённости.
4. Реакции испуга в ответ на незначительные стимулы.
5. Нарушение концентрации внимания.
6. Нарушения сна.

- Критерий F. Для постановки диагноза необходимо, чтобы симптомы, описанные в критериях B, C, D и E, присутствовали в течение более одного месяца.
- Критерий G. При этом данные симптомы вызывают клинически значимые нарушения функционирования организма пациента и приводят к проблемам в профессиональной и социальной жизни или к проблемам в других важных областях жизни индивида.
- Критерий H. Описанные выше нарушения восприятия не относятся к физиологическим эффектам каких-либо веществ (например наркотиков, лекарств, алкоголя) или проявлениям эпилептических припадков[3].

При этом если симптомы присутствуют дольше 3 месяцев, то диагностический код изменяется с «острого» на «хронический». Если же симптомы появляются через 6 месяцев с момента события, то говорят об «отсроченном начале». Симптомы ПТСР могут появиться как сразу после травмы, так и спустя много лет после травмирующего события.

Психиатр Фрэнк Очберг, один из создателей концепции ПТСР, предложил добавить к этим диагностическим критериям дополнительные критерии виктимизации, которые более характерны для жертв насилия:
- стыд, самоуничижение;
- самоосуждение, принятие на себя ответственности даже если невиновность жертвы совершенно очевидна;
- покорность, чувство беспомощности, потеря способности доминировать;
- доходящая до навязчивости ненависть в отношении виновника травмы, с желанением отомстить ему или унизить его (что в некоторых случаях может проявляться взрывами гнева);
- «парадоксальная благодарность» по отношению к виновнику травмы, от сострадания до романтической любви. Благодарность может ощущаться например за то, что агрессор оставил жертву в живых («Стокгольмский синдром»);
- чувство загрязненности, отвращение с себе, вплоть до ощущения себя дурным, «испорченным»;
- сексуальные проблемы и трудность сближения с партнером (что более характерно для жертв сексуального насилия);
- чувство безнадежности, отказ от борьбы, сломленная воля, часто жертва позволяет продолжать проявлять насилие по отношению к ней или эксплуатировать ее;
- заметное снижение интереса к своему прошлому или будущему;
- повторная виктимизация;
- снижение социо-экономического статуса;
- повышенный риск снова оказаться жертвой из-за психологических и социальных последствий травмы[6].

## Особенности диагностики ПТСР
Далеко не всегда пациент с ПТСР при обращении за помощью упоминает о вышеописанных симптомах и о травме, например, из-за чувства вины, стыда или желания не думать о тяжелых воспоминаниях. Также пациент может не видеть связи между симптомами и событием или недооценивать серьезность пережитой психологической травмы. По этой причине при подозрении на ПТСР следует тактично распросить пациента об имеющих место в прошлом травмирующих событиях. Также следует обратить внимание на симптомы, характерные для ПТСР:
- воспроизведение прошлых событий в кошмарных снах. При ПТСР во время сна пациент может совершать различные движения, а при пробуждении от кошмара может быть возбуждён, испуган, он может кричать, нападать на своего партнёра в постели или стискивать его;
- изменения в поведении после травмирующего события (например, социальное избегание, отчуждение, агрессивность, аддикции, суицидальные тенденции);
- психосоматические симптомы, появившиеся после события (головные боли, мышечное напряжение, утомляемость, проблемы с дыханием и т.д.)[7].

## Дифференциальная диагностика
Дифференциальная диагностика проводится со следующими расстройствами:
- депрессия;
- фобия;
- расстройство приспособительных реакций;
- расстройство личности;
- диссоциативное расстройство;
- психоз[8];
- тревожное расстройство;
- паническое расстройство;
- социальная фобия;
- обсессивно-компульсивное расстройство.

В отличие от всех этих расстройств, ПТСР имеет следующие важные признаки:
- Для ПТСР характерны такие типичные симптомы, как флэшбэки и кошмары.
- Причиной ПТСР является событие, которое представляло угрозу для жизни или безопасности самого индивида или другого человека. Депрессивное, тревожное и паническое расстройство обычно вызваны стрессорами значительно меньшей интенсивности (такими, как например проблемы в профессиональной и семейной сфере). Психотическое расстройство не имеет своей причиной травматическое событие.
- При ПТСР могут наблюдаться депрессивные симптомы (эмоциональное оскудение, потеря интереса к жизни, желание плакать, потеря веса, суицидальные мысли), но они обычно менее интенсивны, чем при большом депрессивном расстройстве.
- При паническом расстройстве индивид избегает ситуаций, в которых могут проявиться панические симптомы. При ПТСР чаще избегаются ситуации, в которых может произойти событие, напоминающее травму. Например, при паническом расстройстве индивид может бояться ездить в метро потому что в случае панической атаки он не сможет быстро выйти из вагона. При ПТСР индивид может бояться, например, встретить агрессора в вагоне метро.
- При тревожном расстройстве страхи касаются возможных житейских проблем в будущем (таких как например потеря работы, болезнь и т. д.). При ПТСР преобладает страх снова попасть в опасную ситуацию.
- При фобиях избегание ограничивается объектом фобии. При ПТСР избегание касается большего количества разнообразных ситуаций. При этом, в отличие от фобии, имеет место гиперактивация симпатической нервной системы.
- При социофобии индивид избегает общения с людьми из опасения стать объектом осуждения или насмешек. При ПТСР избегание общения связано со страхом вновь стать жертвой агрессии.
- В отличие от ПТСР, при обсессивно-компульсивном расстройстве в навязчивых мыслях нет связи с пережитым травматизмом, они обычно касаются воображаемых катастроф, которые могут случиться в будущем. Кроме того, они воспринимаются индивидом как иррациональные, не имеющие смысла и чуждые личности; иногда они имеют аморальное или непристойное содержание. Все это не характерно для ПТСР[9].
- Тяжёлые формы ПТСР (особенно возникшие у жертв насилия в детском возрасте) могут напоминать шизофрению, однако при ПТСР мысли и особенности поведения пациентов в большей степени, чем при шизофрении, касаются тем насилия и секса. Для установления правильного диагноза необходимо подробно расспросить пациента об истории его жизни[10].

## Психометрические методы
- Клиническое диагностическое интервью (SCID), состоящее из нескольких диагностических модулей (блоков вопросов) для диагностики в соответствии с критериями DSM IV. Возможно работать отдельно с модулем ПТСР.
- Шкала клинической диагностики CAPS (Clinical administered PTSD Scale) обычно применяется дополнительно к SCID для уточнения уровня выраженности симптомов ПТСР и частоты их проявления. Также помогает оценить достоверность полученной информации[11]. Измеряет общую интенсивность симптоматики, частоту и интенсивность отдельных симптомов, степень их воздействия на социальную и профессиональную активность пациента, а также степень улучшения состояния при повторном измерении[12].
- Шкала оценки тяжести воздействия травматического события (Impact of Event Scale — Revised — IOES R), которая широко применяется в исследованиях ПТСР и основана на большом количестве наблюдений различных стрессовых реакций. Измеряет три типа реакций на травматический стресс:
  - навязчивых переживаний;
  - избегания;
  - физиологической возбудимости.
- Опросник для оценки выраженности психопатологической симптоматики SCL 90 R (шкала Дерогатиса), который хорошо дифференцирует пациентов, страдающих ПТСР[11].
- Миссисипская шкала для оценки посттравматических реакций, существует в «военном» (для участников боевых действий) и «гражданском» вариантах. Измеряет симптомы вторжения, избегания, физиологической возбудимости, чувства вины и суицидальности[12].
- Шкала диссоциации (DISSOCIATIVE EXPERIENCE SCALE — DES) для оценки интенсивности диссоциативных симптомов[12].
- Шкала базовых убеждений (WORLD ASSUMPTION SCALE WAS) — измеряет влияние психотравмы на базовые убеждения пациента, такие как:
  - доброта окружающего мира (BW, benevolence of world);
  - доброжелательность людей (BP, benevolence of people);
  - справедливость мира (J, justice);
  - контролируемость мира (С, control);
  - случайность как принцип распределения происходящих событий (R, randomness);
  - ценность собственного «Я» (SW, self-worth);
  - степень самоконтроля (SC, self-control);
  - степень удачи, или везения (L, luckiness).

Если результаты теста сильно занижены, это следует принять во внимание в ходе психотерапии.
- Опросник пост-травматических убеждений (The Posttraumatic Cognitions Inventory (PTCI)) позволяет выявить субъективные ощущения индивида, страдающего ПТСР[13];
- Личностный профиль кризиса (Тарас, 2003) измеряет психологическую и физиологическую реакцию пациента на переживаемый кризис[12].
- Опросник личностной и социальной идентичности (Урбанович, 1998, 2001), который позволяет выявить первые признаки разлада человека с собой и со своим социальным окружением в следующих сферах: профессиональная деятельность, материальное положение, внутренний мир, здоровье, семья, окружающие, будущее, общество[12].
- Детская шкала симптомов ПТСР[англ.] (CPSS[14]) — предназначен для оценки интенсивности ПТСР у детей.
- Родительская анкета для оценки травматических переживаний детей[12].

## Прочие методы
Существует программа, распознающая ПТСР по характеристикам голоса пациента, в частности, по менее внятной речи и по «безжизненному» металлическому тембру. Предполагается, что ПТСР вызывает негативные изменения в зонах мозга, отвечающих за эмоции и за мышечный тонус, что воздействует на тональность голоса.

## Выявление симулирования симптомов ПТСР при диагностике
Основная статья: Симулирование посттравматического стрессового расстройства
Диагностику ПТСР затрудняет возможное симулирование симптомов. Причинами для симуляции может быть, например, желание:
- получить финансовую компенсацию или различные льготы;
- избежать ответственности, например уголовной[16];
- получить признание и восхищение окружающих (особенно в случае, если симулируется психологическая травма, полученная в бою)[17].

По данным исследований, удовлетворительные результаты для выявления симулирования даёт Миннесотский многоаспектный личностный опросник (MMPI), включающий «шкалу лжи» и «шкалу коррекции» (выявление аггравации и симуляции симптомов). Необходимо также обратить внимание на следующие возможные признаки симулирования:
- жалобы на все возможные проблемы, которые могут быть связаны с ПТСР;
- упоминание большого количество флешбэков при отсутствии симптомов избегания[19].